# Pashtunkhwa Milli Awami
Le parti Pashtunkhwa Milli Awami (en pachto : پښتونخوا ملي عوامي ګوند), désigné sous l'acronyme PKMAP, est un parti politique pakistanais. Clairement orienté vers la défense des droits des Pachtounes, le parti dispose d'une certaine influence dans le nord du Balouchistan.

## Historique

En beige, les circonscriptions provinciales remportées par le PKMAP dans le Baloutchistan en 2013.

Le parti milite pour unir les Pachtounes du Baloutchistan, de Khyber Pakhtunkhwa et des régions tribales ; il considère leur réunion dans une seule entité comme le seul moyen de faire reconnaitre leurs droits. Il trouve la grande majorité de ses électeurs au sein du nord de la province du Balouchistan, où vit une partie des Pachtounes, qui cohabitent dans cette province avec une majorité de Baloutches.
Aux élections législatives de 2002, le parti remporte un seul siège de député à l'Assemblée nationale.
En 2008, le PkMAP fait partie des quelques mouvements à boycotter le scrutin pour protester contre l’état d'urgence mis en place par Pervez Musharraf. Durant le mandat du Parti du peuple pakistanais, de 2008 à 2013, il critique l'incapacité du gouvernement à mettre fin aux violences qui touchent notamment les Pachtounes, à Karachi et Quetta, et pointe le Mouvement Muttahida Qaumi comme responsable des violences.
À la suite des élections législatives de 2013, le parti remporte quatre sièges de députés à l'Assemblée nationale et quatorze à l'Assemblée provinciale du Baloutchistan, devenant la deuxième force de cette dernière. Il forme ensuite une coalition gouvernementale dans la province, avec le Parti national, qui représente les Baloutches de la province, et la Ligue musulmane du Pakistan (N), gagnant au niveau national. La composition du cabinet est annoncée après cinq mois de tractations et comporte plusieurs ministres du parti.
Le parti subit une lourde défaite lors des élections législatives de 2018, ne remportant aucun siège fédéral et seulement un député provincial. Dans la province du Baloutchistan, il perd presque la moitié de ses électeurs mais dénonce des fraudes. En 2020, le parti rejoint le Mouvement démocratique pakistanais, une coalition d'opposition s'opposant au Premier ministre Imran Khan.

## Tableau récapitulatif des scrutins
| Année | Votes   | %       | Députés | Gouvernement        |         |
| ----- | ------- | ------- | ------- | ------------------- | ------- |
| 2002  | -       | 0,3     | 1 / 342 | Opposition          |         |
| 2008  | Boycott | Boycott | Boycott | Boycott             | Boycott |
| 2013  | 214 631 | 0,47    | 4 / 342 | Opposition          |         |
| 2018  | 134 846 | 0,26    | 0 / 342 | Extra-parlementaire |         |
| 2024  | 64 544  | 0,11    | 1 / 336 | Opposition          |         |